# Det Fantastiske Lys
Det Fantastiske Lys (Engelsk titel: The Light Fantastic) er den anden bog i serien Diskverden.
 Bogen griber fat, hvor Magiens Farve gav slip. Vindekåbe er lige faldet ud over kanten på Diskverden og overvejer sine overlevelsesmuligheder. Imens i Det Usete Universitet troldmændenes højborg er den mægtige bog Oktavoen vågnet op og arbejder på højtryk, mens den kaster om sig med råmagi, hvilket troldmændene og i særdeleshed Galder Vejrlig finder højst alarmerende.
| Bog | Spire Denne artikel om bøger og tidsskrifter er en spire som bør udbygges. Du er velkommen til at hjælpe Wikipedia ved at udvide den. |